# Michal Kurťák
Michal Kurťák (* 4. ledna 1957) je slovenský politik, po sametové revoluci československý poslanec Sněmovny národů Federálního shromáždění za Kresťanskodemokratické hnutie.

## Biografie
Ve volbách roku 1990 zasedl za KDH do slovenské části Sněmovny národů (volební obvod Východoslovenský kraj). Ve Federálním shromáždění setrval do voleb roku 1992.
V parlamentních volbách na Slovensku roku 2002 neúspěšně kandidoval za KDH na 144. místě kandidátní listiny. Uváděl se tehdy jako elektrotechnik, bytem Humenné. V roce 2012 se Ing. Michal Kurťák stal okresním předsedou KDH v okrese Humenné. Zasedá v městském zastupitelstvu v Humenném.